# Аршьяк (кантон)
Аршья́к (фр. Archiac) — кантон во Франции, находится в регионе Пуату — Шаранта. Департамент кантона — Приморская Шаранта. Входит в состав округа Жонзак. Население кантона на 2006 год составляло 6315 человек.
Код INSEE кантона — 1702. Всего в кантон Аршьяк входят 17 коммун, из них главной коммуной является Аршьяк.

## Коммуны кантона
- Аллас-Шампань: население — 224 чел.
- Аршьяк: население — 815 чел.
- Артенак: население — 322 чел.
- Бри-суз-Аршьяк: население — 232 чел.
- Сель: население — 283 чел.
- Сьерзак: население — 222 чел.
- Жерминьяк: население — 579 чел.
- Жарнак-Шампань: население — 755 чел.
- Лонзак: население — 240 чел.
- Нёйак: население — 270 чел.
- Нёль: население — 140 чел.
- Сен-Сьер-Шампань: население — 363 чел.
- Сент-Лёрин: население — 460 чел.
- Сент-Эжен: население — 313 чел.
- Сен-Жермен-де-Вибрак: население — 198 чел.
- Сен-Мегрен: население — 550 чел.
- Сен-Марсьял-сюр-Не: население — 349 чел.